# Enicospilus cameronii
Enicospilus cameronii là một loài tò vò trong họ Ichneumonidae.